# Angeline Pondler
Angeline Danisha Pondler (* 6. April 1999) ist eine costa-ricanische Leichtathletin, die im Sprint und Mittelstreckenlauf an den Start geht.

## Sportliche Laufbahn
Erste Erfahrungen bei internationalen Meisterschaften sammelte Angeline Pondler im Jahr 2021, als sie bei den U23-NACAC-Meisterschaften in San José in 57,18 s den sechsten Platz im 400-Meter-Lauf belegte. Im Jahr darauf siegte sie bei den Zentralamerikameisterschaften in Managua in 2:11,63 min im 800-Meter-Lauf sowie in 3:51,16 min mit der costa-ricanischen 4-mal-400-Meter-Staffel. 2023 verteidigte sie bei den Zentralamerikameisterschaften in San José in 2:12,73 min ihren Titel über 800 Meter sowie in 3:46,68 min auch im Staffelbewerb. Daraufhin verpasste sie bei den Zentralamerika- und Karibikspielen in San Salvador mit 2:19,59 min den Finaleinzug über 800 Meter und gelangte mit der Staffel mit 3:40,10 min auf Rang vier.
In den Jahren 2022 und 2023 wurde Pondler costa-ricanische Meisterin im 800-Meter-Lauf.

## Persönliche Bestzeiten
- 400 Meter: 56,18 s, 29. Mai 2021 in San José
- 800 Meter: 2:11,63 min, 2. Juli 2022 in Managua